# Річард Берд
 Річард Берд (англ. Richard Evelyn Byrd; 25 жовтня 1888 — 11 березня 1957) — американський полярний дослідник, адмірал. Керував кількома експедиціями в Арктику та Антарктику. У 1929 році вперше на літаку досяг Південного полюса. У 1928—1947 роках здійснив 4 великі антарктичні експедиції, під час яких провадив геологічні та геофізичні спостереження, здійснив аерофотознімання значних територій Антарктиди, сейсмологічні спостереження бар'єру Росса, підтвердив наявність покладів кам'яного вугілля в Антарктиді.

## Трансатлантичний політ 1926

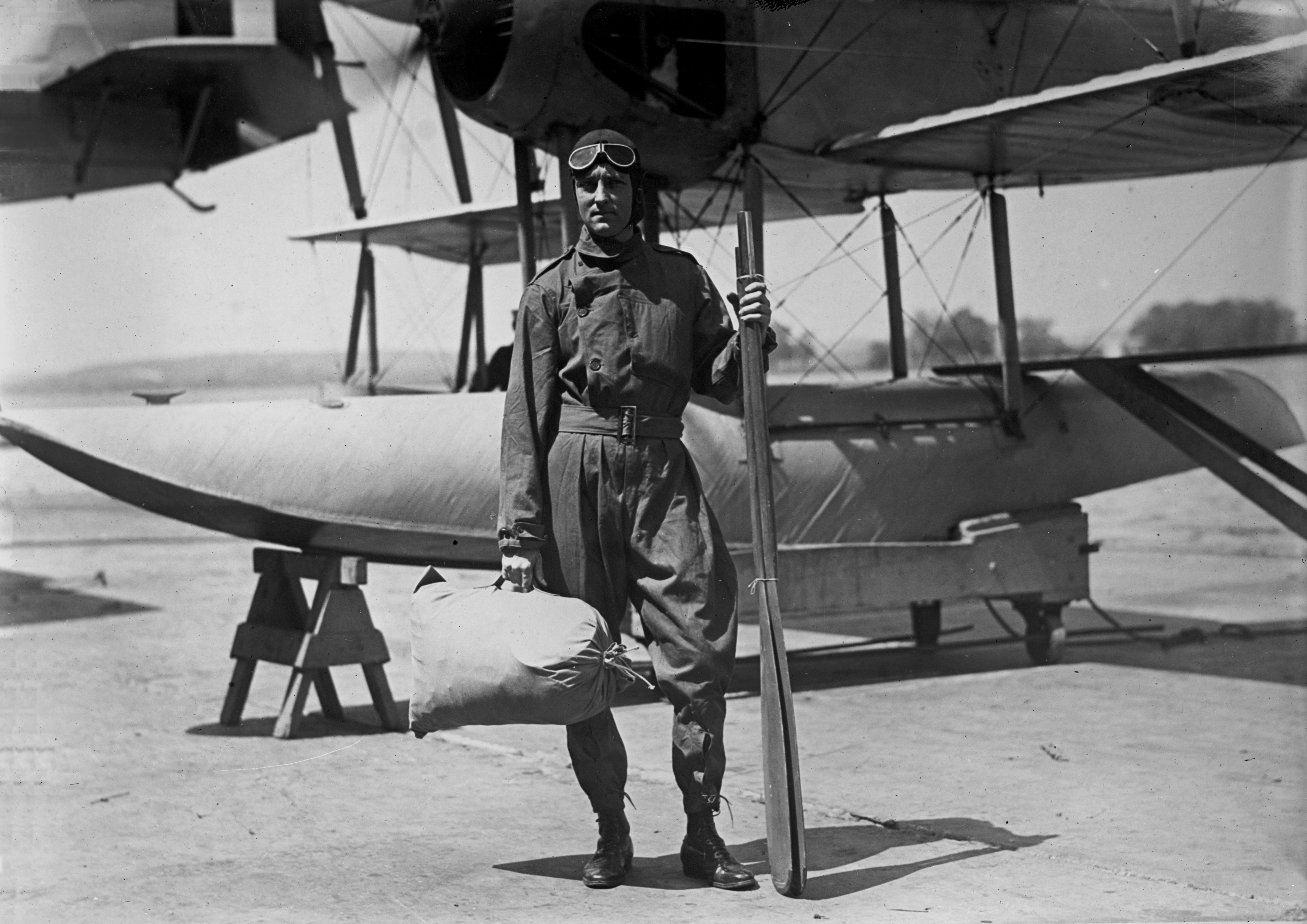
Лейтенант Берд біля свого літака

9 травня 1926 року Берд і головний авіаційний пілот ВМС Флойд Беннет спробували перелітати над Північним полюсом на тримоторному моноплані Fokker F.VIIa/3m, названому Джозефіною Форд на честь доньки президента Ford Motor Company Едселя Форда, який допомагав фінансувати експедиція. На додаток до внесків Форда, Джон Д. Рокфеллер також забезпечив фінансування експедиції.  Політ вилетів зі Шпіцбергена і повернувся на аеродром зльоту, тривав 15 годин і 57 хвилин, включаючи 13 хвилин, витрачених на обліт на крайній півночі. Берд і Беннетт сказали, що вони досягли Північного полюса на відстані 1535 миль (1335 морських миль).
Повернувшись із Арктики до Сполучених Штатів, Берд став національним героєм. Його організували на параді в Нью-Йорку, і 21 грудня 1926 року Конгрес прийняв спеціальний акт, підвищивши його до звання командира та нагородивши Флойда Беннетта та його Почесною медаллю. Жозефіна Форд облетіла всю країну на святкування. Беннет отримав звання прапорщика машиніста. 5 березня 1927 року президент Келвін Кулідж у Білому домі вручив Берду та Беннетту версії Медалі Пошани Хрест Тіффані.

## Перша антарктична експедиція 1928—1930

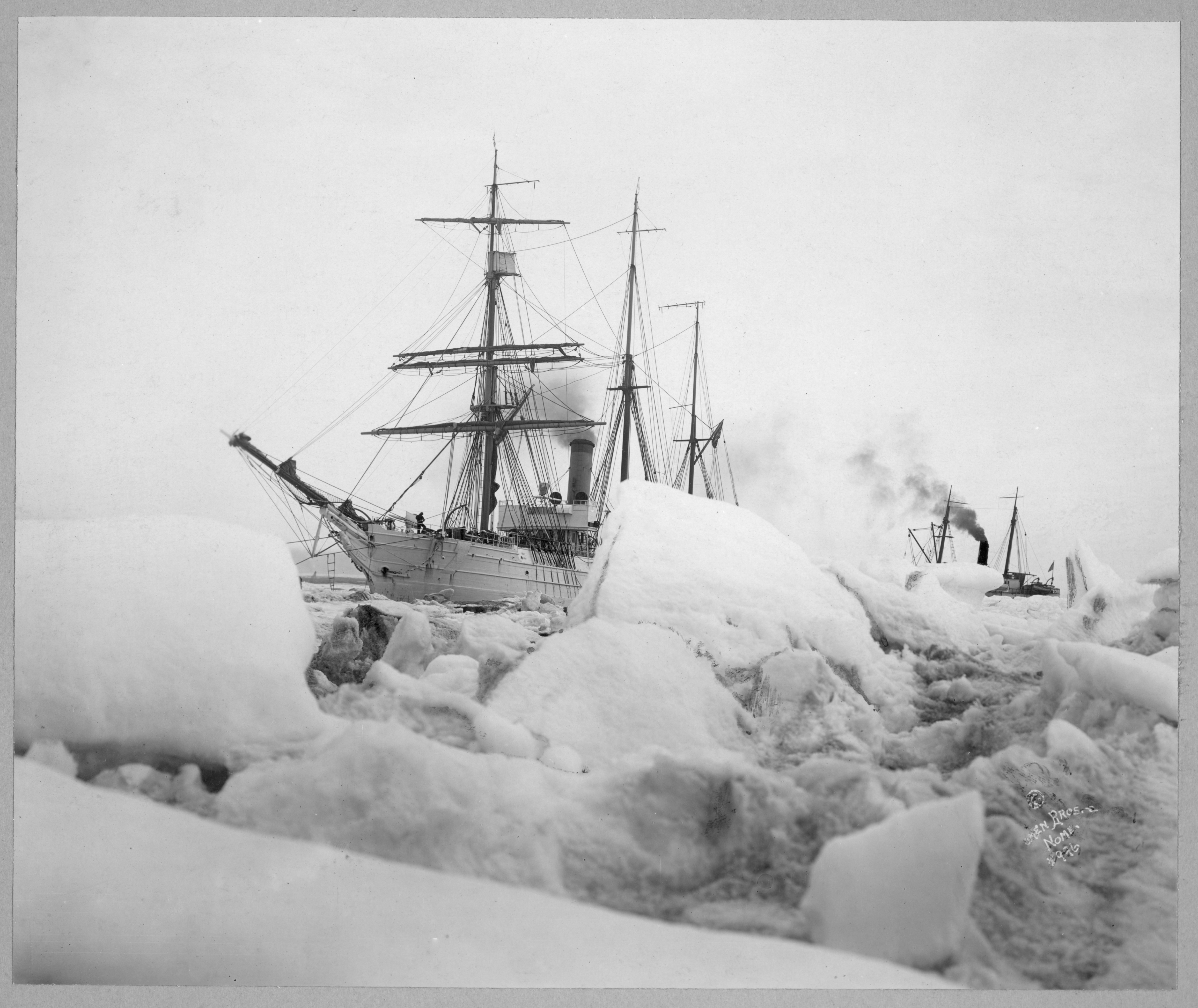
Експедиція Берда

## Пізні антарктичні експедиції
Берд здійснив ще чотири експедиції в Антарктику: 1933–35, 1939–40, 1946–47 та 1955–56.
Під час другої антарктичної експедиції Річарда Берда (1939-1941) було зроблено низку відкриттів.  У кінці вересня 1932 року із Літл-Америки на схід і на південь Берд відправив кілька партій на всюдиходах і собаках. Командою "східняків" керував Пол Сайпл,який отримав барометричні дані, що дозволили отримати уявлення про рельєф значних територій Землі Мері Берд. Їх назвали плато Рокфеллера. Також виявили великий вигин берега біля 81° пд.ш. і завершили відкриття острова Рузвельта. Було встановлено, що частина шельфового льодовика Росса міститься на корінних породах, які знаходяться нижче рівня моря.   
Кульмінаційною була експедиція 1946 року під назвою «Операція Highjump». Досі вона залишається найбільшою арктичною експедицією в історії людства.
У 1946 році секретар ВМС США Джеймс Форрестол зібрав величезна амфібійний військово-морський флот для антарктичної експедиції з очікуваним терміном від шести до восьми місяців. Крім флагманського корабля USS Mount Olympus (AGC-8) і авіаносця «Філіппін Сі», було тринадцять кораблів підтримки ВМС США, шість вертольотів, шість літаючих човнів, два гідролітаки та п'ятнадцять інших літаків. Загальна кількість учасників перевищила 4000 осіб. Армада досягла моря Росса 31 грудня 1946 року і почала аерофотозйомку території. Було досліджено територію, рівну половині площі США, відкрито десять нових гірських хребтів. Основна область досліджень — східне узбережжя Антарктики від 150 градуса східної довготи від Гринвіча.